# Hans Peter Minderhoud
Hans Peter Minderhoud (n. 7 octombrie 1973, Veere, Zeelanda, Țările de Jos) este un sportiv ce a reprezentat Țările de Jos, medaliat olimpic. A participat la 3 ediții ale Jocurilor Olimpice (2008, 2016, 2020) în care a câștigat o medalie de argint.